# Biezymieno
Biezymieno (ros. Безымено) – wieś w Rosji, w obwodzie biełgorodzkim, w rejonie grajworońskim. W 2021 liczyła 770 mieszkańców.